# SUWA
SUWA（スワ、1975年8月31日 - ）は、日本の元男性プロレスラー、実業家。本名：諏訪 高広（すわ たかひろ）。鹿児島川辺町（現：南九州市）出身。血液型O型。
受身の名手として知られており、硬派な風貌を持ち怒ると誰にも止められない危険なファイトスタイルで人気を博している。落語、演芸、イベント、プロレスを企画、運営する合同会社スワプランニングの代表を務めている。

## 来歴

### デビュー前 - 2004年
鹿児島県立薩南工業高等学校卒業後に東京の建設会社に就職してアニマル浜口トレーニングジムに通い体作りをしてリングスの入門テストを受けるが不合格。その後、ウルティモ・ドラゴンが設立したプロレススクール「闘龍門」の1期生の募集に合格して同期生の黒木克昌（旧：マグナムTOKYO）、大島伸彦（現：CIMA）、藤井達樹（現：ドン・フジイ）と先発隊としてメキシコへ渡り、大島と藤井の2人とルード（悪役）ユニットC-MAXを結成（後にTARUとなる多留嘉一が加入）。
1997年に正式デビュー。1999年、闘龍門JAPANに日本逆上陸として登場後、大暴れぶりで団体の「強さの象徴」と言われたが、怪我に悩まされた。普段はコミカルな試合が多いフジイと衝突したことがあり、一時ユニットは空中分解、SUWAも会社を無断欠勤するという事件が起きている。その後復帰したものの、処罰として第1試合での試合を義務付けられた。フジイとは後に和解し、ユニットも元通りとなった。
闘龍門での晴れ舞台は2004年2月6日、博多スターレーン大会でマグナムTOKYOを破ってのUDG3代目王者となった時であった。この時は怖いマグナム（「川崎モード」と言われている）を引き出している。同王座は、防衛戦を1度も行わずに同年4月に返上した。
闘龍門JAPANが改称しして再出発した新団体DRAGON GATEが設立されると、1シリーズだけ参戦し同年8月22日、退団した。

### 2004年 - 2007年
DRAGON GATE退団後はフリーランスとしてプロレスリング・ノアに参戦。参戦早々、丸藤正道&KENTAが持つGHCジュニアヘビー級タッグ王座にリッキー・マルビンと組み挑戦。以後もシリーズにはフル参戦しており、闘龍門〜DG時代と変わらぬ暴れぶりと無鉄砲さで強烈な印象を残す。一方、時折ノアの試合中継においては解説も行い、リング上での暴れっぷりとは対照的に冷静・的確な解説を行った。
ノアからは給与形態を除けば実質は所属選手に準ずる扱いを受けていたと見られる。通常、ほぼ純血で行われるノアの選手会興行（2005年以降。会社の備品を無断で使用したり、差し入れを勝手に食べたりするなどしたため、ペナルティとして強引に参加させられた、ということになっている）や、プロレスリング・セムにも参加している。また、2006年8月には通常ノア所属の若手、中堅選手が派遣されるヨーロッパへ潮崎豪と共に遠征している。
2006年3月に永源遙が引退したことを受けて「これからの第1試合はボクが引き継ぎます」と宣言。永源のイメージカラーであったピンクを基調としたコスチュームで登場したり、コミカルなムーブも取り入れた試合も行うようになる。前後して、かつての盟友TARUが主戦場とする全日本プロレスへの進出を仄めかす発言を残していたが、11月には逆にVOODOO-MURDERSの面々をセムのマットへ呼び込み、その勢いのまま本家ノアの12月10日日本武道館大会にてVOODOO-MURDERSのメンバーと組み田上明組と対戦した。しかし、同カードでの敗北後、マイクアピールにてノアに「思い出作りありがとう御座いました」という感謝の言葉を述べ、続けて2007年春にレスラーを引退することを発表した。
2007年1月21日、日本武道館で行われたノアでのラストマッチではSUWA&高山善廣&鈴木みのる組 VS 丸藤正道&力皇猛&KENTA組の豪華6人タッグが組まれたが、味方の高山善廣・鈴木みのるに対してブルーボックスで攻撃するなど暴走ファイトを展開し、最後は味方からも含めフィニッシュ・ホールド5連発（丸藤の不知火、力皇の無双、高山のニーリフト、みのるの裸絞め、KENTAのgo 2 sleep）を喰らいマットに沈んだ。2月9日ウルティモ・ドラゴンと初タッグを組んでTAJIRIと対戦。2007年2月17日の全日本プロレス両国大会にも出場（同団体へ初、かつ最後の参戦）し、佐々木健介らと対戦した。
3月11日に行われた日本での引退興行（後楽園ホール）では、第1試合でCIMAとの再会マッチ（5分1本）を行い時間切れ引き分け、そしてメーンの引退試合では近藤修司とシングルマッチ（無制限1本）を行い、敗れた（16分0秒、ラリアット→片エビ固め）。この興行には、SUWAが尊敬する3人の師匠（アニマル浜口、ウルティモ・ドラゴン、永源遙）も来場した。また、試合後には秋山準やKENTAらノアの選手たちから胴上げされ、引退の花道を飾った。
5月14日にSUWAとしてのラストマッチが、レスラーとしての出発点であるメキシコのアレナ・メヒコにて行われた。入場時にマッハ隼人のマスクを被って登場、試合は師匠ウルティモ・ドラゴンのASAI DDTで敗北しレスラー人生を一旦終えた。

### 2007年 - 2012年
引退後は各地を旅行して回った後、実業家に転身した。落語、演芸、イベント、プロレスを企画、運営する合同会社スワプランニング（So WHat Planning LLC）を設立して代表となる。
なお、引退後もノアの会場へ足を運ぶ姿を見せるなど、ノアとの関連性は継続していた。
2011年、NWA公認レフェリーとしてZERO1に突如参戦。菅原拓也と結託して悪徳レフェリーとして裁いた。
2012年11月7日、後楽園ホールで行われたウルティモドラゴンデビュー25周年記念興行のメインに突如としてブラック・タイガーのマスクを被り乱入、ブラック・タイガーが増殖するという事態を演じ、その後ウルティモドラゴンの勝利への一端を担った。

### 2013年 - 現在
2013年1月よりSUWAはプロレスラーとして復帰をする。復帰当初は、謎の覆面レスラー「マイバッハ谷口Jr.」を名乗り、引退前同様にプロレスリング・ノアを主戦場とする。
2013年1月6日の後楽園ホール大会、BRAVE対NO MERCYの第一回戦、モハメド・ヨネvs平柳玄藩の試合中、マイバッハ谷口とともに、マイバッハと同じ覆面を付け、全身黒ずくめという姿の男が出現した。平柳の口からNO MERCYの新メンバーとして紹介される。このときはまだ名前は公開されていなかったが、その後、公式サイトで「マイバッハ谷口Jr.」として今後の参戦が発表された。
初戦となった1月17日名古屋テレピアホール大会では、平柳と組んで、ブラバド兄弟と対戦。かつてNO MERCYに所属していた金丸義信の得意技であるタッチ・アウト（旋回式ブレーンバスター）を繰り出して勝利した。
2戦目となる1月27日の大阪ボディメーカーコロシアム大会では、同じく平柳とのコンビで南条隼人と冨宅飛駈と対戦。今度は「元祖増殖仮面」として知られる新日本プロレスのスーパー・ストロング・マシンの得意技である魔神風車固めで勝利した。また、マイバッハ谷口Jr.は平柳自身がタッグベルトを奪取するために招聘した選手であることを明かした。
その後、さらなる継続参戦を重ね、得意技であるジョン・ウーを繰り出すなどした。そして、3月10日の横浜文化体育館大会にて、平柳とのタッグでリッキー・マルビンとスペル・クレイジーが保持するGHCジュニアヘビー級タッグ王座へ挑戦。11分01秒、平柳が昇龍玄藩からのエビ固めでマルビンを仕留め、王座を奪取した。
3月31日、後楽園ホール大会でマイバッハ谷口と対戦し、敗北する。試合後、リング上で「2007年3月11日に引退したSUWAです。ノアからお世話になった恩義を返すのが男じゃないかと思いました。よろしく」とコメントし、正体を明かした。試合後のインタビューでは、復帰の経緯として、ノアが2012年末に主力選手が退団して経営上厳しくなり、かつて世話になった恩義を返すため自身が引退した覚悟を捨てて復帰し（自身の会社との二足のわらじとして）尽力したい旨と、二人のケンタ（KENTAと小橋建太）に導かれて復帰した旨を語った。
4月からはSUWAとしてノアにレギュラー参戦。NO MERCYにも引き続き加入した。SUWA名義での復帰第1戦となった4月13日後楽園ホール大会では、2度目のデビュー戦と位置付け、2月デビューの新人・熊野準と対戦を希望した。コスチュームも黒いショートタイツで、リングコールもデビュー時のリングネーム「諏訪高広」とコールされた。試合は新技のツイッター・ブロックで勝利したが、試合後は一変し、かつてのSUWAの悪党ぶりを解禁し、熊野やレフェリーに暴行、観客にも毒づいた。なお、熊野のことも冗談交じりではあるが「熊野先輩」と呼んだ。
5月11日、日本武道館での小橋建太引退興行にて頚椎を損傷、長期欠場に追い込まれる。
2014年10月、翌年1月に名古屋千種座にてSUWAプロデュース『FIGHTING』イベント『ヒーローの力』開催。六角形のリングで開催を行った。
12月、後縦靱帯骨化症（厚生労働省特定疾患）であることが公表された。これは2013年の頚椎損傷での精密検査で発覚し、レスラーとしてリングに上がることも完全にドクターストップされていることが発表された。療養へ入る。
2021年7月、公式Twitter（X）を開設し、これまでの現状を報告。愛知に在住し体調と向き合いながら仕事を行い、時折プロレス観戦も行っている。地元ラジオ局に出演するなどの活動も行っている。

## タイトル歴
みちのくプロレス
- みちのくふたり旅優勝（パートナーはCIMA）

闘龍門JAPAN
- 第3代ULTIMO DRAGON GYM王座

プロレスリング・ノア
- 第17代GHCジュニアヘビー級タッグ王座（パートナーは平柳玄藩）

## リングネーム
諏訪が用いたことがあるリングネーム（古い順）。
- 諏訪高広 - デビュー当初
- ジュードー・スワ - 闘龍門前期
- SUWA - キャリアの大半で使用
- ハスワ マコト - ノアのクリスマス大会での企画（橋誠に扮する）
- 日テレ戦隊地デジマン - ノアのクリスマス大会での企画
- マイバッハ谷口Jr. - 2013年1月復帰時〜同年3月

## 得意技
あまり器用とはいえないが、気迫を前に押し出す「薩摩隼人」なファイトを展開している。「七色のフェイスバスター」「七色の股間技」と表し、各種フェイスバスターやラフファイトを中心に試合を組み立てる。
FFF
トリプル・エフと読ませる。リバース・フルネルソンの状態で相手の体を垂直になるまで持ち上げ、そのまま前に顔面から落とすフェイスバスター。似ている技にリバース・タイガー・ドライバーがあり、これは相手を落とした際に掛ける方は尻餅状態となるが、FFFは両膝をつく格好となる。同じく似た技にペディグリーがあり、これは相手を持ち上げると同時に自身がジャンプするが、FFFは相手を持ち上げたあと、落としている最中にジャンプする点が異なる。
「Full Flat Face」の略とされているが実際には後付けで深い意味はない。
ノア時代にランニング式のFFFである「地デジ式FFF」という改良型も公開された。なぜ、地デジ式なのかは不明である。
ジョン・ウー
相手の腹部めがけての低空ドロップキック。蹴りよりも足で突き飛ばす形の技であり、喰らった相手は映画の演出方法であるワイヤーアクションの様に体を「く」の字にして飛ばされる。技の名前はこの演出方法で有名になった同名のアクション映画監督に由来する。現在は神田裕之が同型の技を同じ名前で使用している。
ツイッター・ブロック
2013年4月13日、SUWAとして本格復帰となった試合で熊野準を相手に初披露し勝利した技。変型の逆エビ固め（ボストンクラブ）。逆エビ固めを掛け、相手の両足を両脇に抱えたまま相手の両腕を自分の両腕でそれぞれ掴み、その状態のまま立ち上がり、相手を吊した状態でダメージを与える。
スイーター・ボム
対ドラゴン・キッド限定の必殺技。ウラカン・ラナの勢いをそのまま利用し1回転、ジャンピング・ボムの形で叩き付ける切り返し技。
ジェットプール
相手を肩車し、さらにつま先を持ち上げ正座のような状態にしてから、前に顔面から叩きつけるフェイスバスター。
ダイビング・エルボー・ドロップ
ランディ・サベージ式のフォームを見せる。タッグマッチ時は、相方が相手の股を開いて固定し、そこへエルボー・ドロップを投下した。
髓骸髏（ズイガイロウ）
座らせた相手の顔面を蹴り上げる。
一閃
変形首固め。
その他の技
- 垂直落下式ブレーンバスター
- バックドロップ・ホールド
- ダイビング・フットスタンプ
- 黄昏
- アンクルロック
- カサドーラ

## エピソード
- 会社の命じた現場がジムのある浅草から遠い新百合ヶ丘だったので、さすがにきつくなり1年だけ会社で働いて辞めた。
- メキシコ時代、黒木と住んでいたアパートに悪さをする子供を捕まえ、座禅をさせて説教していたら誘拐容疑で二人とも留置場行きとなった。
- 腕立て伏せに使うプッシュアッパーで相手選手を殴っていた。ちなみによく殴られていたのはドラゴン・キッド。そのせいかキッドと試合する度に怪我をしていたジンクスがある。
- 敵意はC-MAXのメンバーにも向けられ、一時期方向性の違いからドン・フジイと大喧嘩してユニットを離脱していた（後に和解する）。
- 上記の喧嘩の後暫く会社を無断欠勤し続け、その処罰として第1試合での試合をさせられ続けた。
- 脱退時代、丸坊主に金の辮髪というヘアスタイルだった。
- 趣味はファッション。古着を集めるのが好きだそうだ。建設会社時代は、サイズの小さめのTシャツを集めていた。また室内でも、セコンドについている際もサンバイザーを装着している。
- ノア初参戦後、「俺はここで初めてプロレスラーになれた」と発言している。闘龍門の栄光の時代をこの瞬間捨ててみせた。
- 基本的にヒールなので場外に出れば椅子等で攻撃するが、元来の礼儀正しい性格のためか客の椅子を取る時はヒールなのに「ちょっとすいません」と優しくお願いしている。
- ノアでKENTAと試合をした際、G+のロゴ入り（多分G+の備品を拝借したと思われる）小型ジュラルミンケースを片手に入場し、それを利用して反則負けとなった。リマッチの時も同じようにジュラルミンケースを持ってはいたが、今度のは「G+」のロゴが全面に貼りつけられているものであった。多分気を使っていると思われる。
- そのリマッチである2005年9月18日に行われた試合では、同じように反則を行いGHCタイトルマッチ認定証を引き裂くなど、GHCタイトル管理委員会のジョー樋口を挑発する行為を行い大ブーイングが巻き起こる試合を展開したが、試合後に「ノアから『もう来なくていいよ』と言われる覚悟でやった」とその胸の内を明かした。
- その後には「地上デジタル 2011年アナログ放送停波」のロゴを貼り付けた物を持ってきている。さらに試合開始前、コーナートップからカメラに向けて、そのロゴを指差し、2011年アナログ放送終了を視聴者に知らせた。
- 2006年11月には「レッツ!地デジ」のロゴ、大量のG+のロゴ、そして正面になんだろうを付けた、まるで日テレの宣伝のようなタイツを使用した。その際「2011年アナログ放送停波だからな!分かってんのかこの野郎!」とヒール口調でアナログ放送終了をアピール。バックステージでは「おい日テレ!お前らのために作ったんだよ。これ、いくらすると思ってんだよ。しっかり請求させてもらうからな」という一方的なアプローチをかけた。
  - SUWAが2006年1月でノアを脱退、春に引退することを発表したことを日テレも考慮し、SUWAにとってのノア最終シリーズとなる1月シリーズでは、マットにも通常G+のロゴが貼られている箇所に大々的に「レッツ!地デジ」のロゴ、そして通常日テレのノア中継公式サイトが掲載されている箇所には「2011年、アナログ放送は全て終了します」というメッセージが載せられた。
- ジュラルミンケースを菊地毅に止められた際「ケースを完全に渡し、自分は殴られたふりをして倒れる」というフロリダ・ブラザーズ並みの演技を見せている。
- 2005年12月24日にほぼ純血（フリーは齋藤彰俊とリッキー・マルビンだけなので、実質純血興行）で行われたノアのクリスマス大会にも出場している。わざわざ坊主であったのに髪を生やした上に金髪に染め上げ、欠場中の橋誠の姿を真似た「ハスワマコト」として出場した。試合でも橋のムーブを取り入れ、尻まで出した。諏訪のプロ根性とユニークさを感じ取れるエピソードである。
- 翌年2006年12月24日のクリスマス興行では、当初「はすまこと」として参戦予定だった。しかし、実際に出てきたのは水色と白の全身タイツに身を包んだ日テレ仮面・地デジマンであった。マスクを脱がされるというアクシデントは合ったものの、ここでも地デジへの移行とG+の宣伝を大いに行った（なお、この衣装は「のあのあくじ」の目玉景品として一般のファンの手に渡っている）。
- 入場曲「so what」（KING-SHOWの作曲）はリングネームをもじったもので歌詞の部分が「スーーーーワーーーー」と空耳で聴こえるようになっている。
- DRAGON GATE退団の理由が、「自らのレスラー人生は30歳までで、30歳を過ぎたら引退するつもり。あと少ししか時間が無い（当時29歳目前）ので、それまでにもっと違う世界で自分の実力を試したい」といったものだった。その後引退の気配はまったくなかったが、2006年12月10日の日本武道館大会第5試合終了後のマイクパフォーマンスにて突如「来年（2007年）春までに引退する」と示唆した。
- ヒールレスラーの例に漏れず、リングを降りると一般人に対しては非常に礼儀正しく、親切であると言う。欧州遠征中のある日、ロンドン観光の帰り道に見ず知らずの男性から電車賃を貸して欲しいとせがまれ、快く貸したことを同行した潮崎豪の口から明かされた。潮崎は「きっと嘘ですよ」と言ったが、SUWA本人は「騙されてるのかもしれないけど、無視して後で『本当に困っていたのかも』と思ったら後悔するだろうから」と話したという。
- これまで（半ば勝手に）SUWAが宣伝してきた、地デジや日テレ、G+であったが、3月11日に行われた引退興行には、三沢光晴ノア社長、小橋建太、ノア選手会、武藤敬司全日本社長、健介office、エルドラドの選手会などプロレス関係のほか、地上デジタル放送推進協会、日本テレビ・久保伸太郎社長、日テレG+からも花が贈られており、一定の成果があったようだ。
- 引退興行後、SUWAは「今度は橋誠の引退試合をプロデュースする!」と宣言している。

## マイバッハ谷口Jr.
マイバッハ谷口Jr.（マイバッハたにぐちジュニア）は、日本の覆面レスラー。正体はSUWAであるが当初は詳細なプロフィールは一切公表されておらず体重がジュニアヘビー級クラスであることのみが発表されていた。
プロレスリング・ノアにフリー参戦し、NO MERCYのユニットに所属。同ユニットのメンバーであったマイバッハ谷口のジュニアヘビー級版として突如として登場した。ユニットメンバーからは通称「ジュニア」とも呼ばれた。
経歴についての詳細は、経歴の節を参照のこと。

### 特徴
- 経歴の詳細やプロフィールなどは一切公開されていない正体不明のマスクマンであった。
- 背丈はマイバッハ谷口よりはやや低い。
- ジュニアヘビー級の王座挑戦により、体重はジュニアヘビー級クラス（100kg未満）であることが判明した。
- 一切言葉は発せず、ジェスチャーで表現したが、2013年3月31日後楽園大会でのマイバッハ谷口戦に向けて初めてコメントをした[11]。
- マスクはマイバッハ谷口と同じであるが、マイバッハ谷口が上半身裸で下半身がロングタイツであるのに対し、マイバッハ谷口Jr.は上下とも黒のタイツとスーツで覆っていた。
- マイバッハ谷口は2013年2月9日後楽園ホール大会でKENTAに反目しNO MERCYを脱退したが、その後もマイバッハ谷口Jr.はチーム内にマイバッハ谷口がいないにも関わらず名前を変えずに活動した。

### 得意技
タッチ・アウト
変型ブレーンバスター。相手を持ち上げた状態で旋回してから垂直落下式で決める。元NO MERCYのメンバーでノアを退団した金丸義信の得意技。
魔神風車固め
相手の片腕を背中側へ曲げて固定させて決める変型のハーフハッチ・ホールド。「元祖増殖仮面」スーパー・ストロング・マシン（新日本プロレス）の得意技。
ジョン・ウー
低い姿勢から相手の腹部めがけて上向きに蹴る変型ドロップキック。

### タイトル歴
GHCジュニアヘビー級タッグ王座